# 古斯塔夫·恩瓦尔
古斯塔夫·恩瓦尔（瑞典語：Gustav Engvall，1996年4月29日—），瑞典男子足球運動員。在場上的位置是前鋒。他現在效力於瑞典足球超級聯賽球隊哥登堡足球俱樂部。他也代表瑞典國家足球隊參賽。